# Отдельная жизнь
«Отдельная жизнь» (англ. «Separate Lives») — детективный фильм режиссёра Дэвида Мэддена. Также встречается под названием «Телохранитель по найму». Мировая премьера — 8 сентября 1995 года.

## Сюжет
Бывший полицейский Том Бекуит после того, как его жена покончила жизнь самоубийством, решил стать психиатром. Однажды его преподавательница Лорен Портер, обращается к нему с очень странной просьбой. Она хочет, чтобы он проследил за ней и заснял на видеокамеру. В результате этой слежки выясняется, что у Лорен раздвоение личности, вызванное тяжёлой душевной травмой, нанесённой ей ещё в детстве. Узнав, что речь идёт об убийстве, совершённом, как считает Лорен, её вторым «я», Том вспоминает былые навыки и начинает собственное расследование…

## В ролях
- Джеймс Белуши — Том Бекуит
- Линда Хэмилтон — Лорен Портер
- Вера Майлз — Рут Голдин
- Элизабет Мосс — Ронни Беквит
- Дрю Снайдер — Роберт Портер